# Mike Murphy (Eishockeyspieler, 1989)
Mike Murphy (* 15. Januar 1989 in Kingston, Ontario) ist ein ehemaliger kanadischer Eishockeytorwart, der im Verlauf seiner aktiven Karriere unter anderem für die Carolina Hurricanes in der National Hockey League gespielt hat.

## Karriere
Mike Murphy begann seine Karriere als Eishockeyspieler bei den Kingston Voyageurs, für die er von 2004 bis 2006 in der Ontario Junior Hockey League aktiv war. In der Saison 2005/06 kam der Torwart parallel zu drei Einsätzen für die Belleville Bulls aus der kanadischen Top-Juniorenliga Ontario Hockey League, für die er von 2006 bis 2009 dauerhaft auflief. Besonders in seinen letzten beiden Spielzeiten im Juniorenbereich konnte er überzeugen. In den Jahren 2008 und 2009 war er jeweils der Torwart mit dem niedrigsten Gegentorschnitt und der besten Fangquote der OHL. In beiden Jahren wurde er zudem in das erste All-Star Team der Liga sowie zum OHL Goaltender of the Year gewählt. Darüber hinaus wurde er 2008 in das zweite All-Star Team der Canadian Hockey League sowie 2009 in deren erstes All-Star Team gewählt. In der Saison 2008/09 erhielt er zudem die Dave Pinkney Trophy für den niedrigsten Gegentorschnitt eines OHL-Torwartgespanns. 
Während seiner Zeit in der Ontario Hockey League wurde Murphy im NHL Entry Draft 2008 in der sechsten Runde als insgesamt 165. Spieler von den Carolina Hurricanes ausgewählt. In der Saison 2009/10 lief er ausschließlich für deren damaliges Farmteam Albany River Rats in der American Hockey League auf. In den folgenden beiden Jahren stand er bei Carolinas neuem AHL-Farmteam Charlotte Checkers ebenfalls in der AHL zwischen den Pfosten. Zudem lief er in der Saison 2011/12 in zwei Partien für die Carolina Hurricanes in der National Hockey League auf. Zur Saison 2012/13 wurde der Kanadier vom HK Spartak Moskau aus der Kontinentalen Hockey-Liga verpflichtet, aber am 1. November 2012 nach sieben Einsätzen aus seinem Vertrag entlassen. Im März 2013 erhielt er schließlich einen Vertrag bei seinem ehemaligen AHL-Team Charlotte Checkers. Für diese stand der Torwart auch in der darauffolgenden Saison 2013/14 auf dem Eis. Seine Karriere ließ er in der Spielzeit 2014/15 beim Dornbirner EC in der Österreichischen Eishockey-Liga ausklingen.

## Erfolge und Auszeichnungen
| - 2008 Niedrigster Gegentorschnitt der OHL - 2008 Beste Fangquote der OHL - 2008 OHL First All-Star Team - 2008 OHL Goaltender of the Year - 2008 CHL Second All-Star Team - 2009 Niedrigster Gegentorschnitt der OHL | - 2009 Beste Fangquote der OHL - 2009 OHL First All-Star Team - 2009 OHL Goaltender of the Year - 2009 Dave Pinkney Trophy - 2009 CHL First All-Star Team - 2009 CHL Goaltender of the Year |